# Helina simplex
Helina simplex är en tvåvingeart som beskrevs av Malloch 1934. Helina simplex ingår i släktet Helina och familjen husflugor. Inga underarter finns listade i Catalogue of Life.